# Lunde (Nome)
Bjervamoen este o localitate din comuna Nome, provincia Telemark, Norvegia, cu o suprafață de 1,61 km² și o populație de 1.556 locuitori (2013).